# Gerrhonotus lazcanoi
Espèce
Gerrhonotus lazcanoi est une espèce de sauriens de la famille des Anguidae.

## Répartition
Cette espèce est endémique de l'état du Nuevo León au Mexique dans la  Sierra Madre Oriental. Elle se rencontre à environ 1 150 m d'altitude. 

## Description
Ce lézard mesure environ 9 cm.
Il est de couleur noir sur le haut du corps, rouge sur la queue et les pattes.
Son corps est très lisse ses écailles quasiment invisibles.
Il a été décrit à partir d'un seul spécimen retrouvé sur le sol rocailleux du désert. 

## Étymologie
Cette espèce est nommée en l’honneur du Dr David Lazcano. 

## Publication originale
- Javier Banda-Leal, Manuel Nevárez-de los Reyes & Robert W. Bryson, Jr, 2017 : A New Species of Pygmy Alligator Lizard (Squamata: Anguidae) from Nuevo León, México. Journal of Herpetology vol. 51 no 2, pp. 223-226 ((en) publication complète)